# Elio Zagato

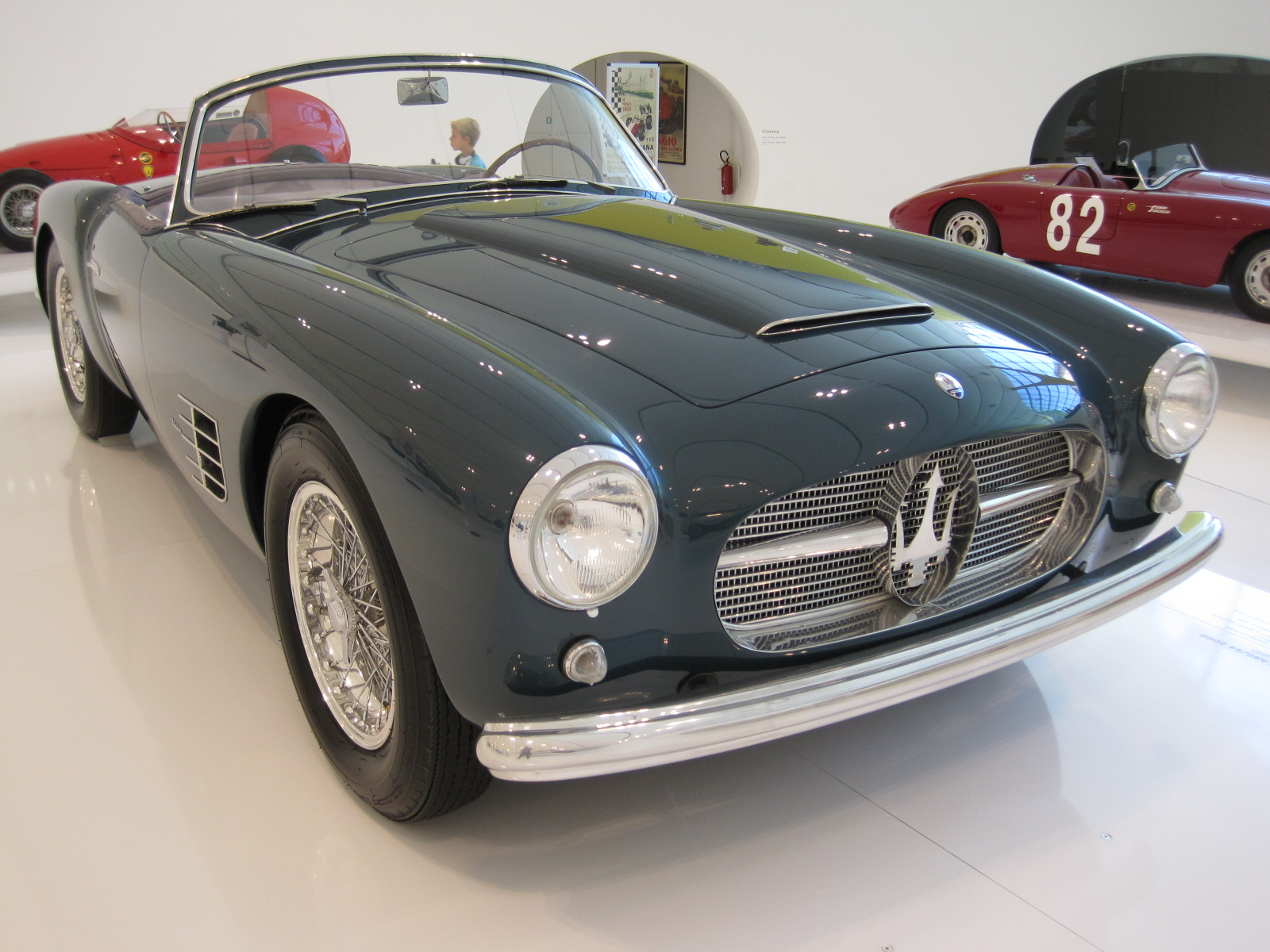
Maserati A6G/54 2000 - Spider Zagato - 6 cilinder (1955)

Elio Zagato (Milaan, 27 februari 1921 - 14 september 2009) was een Italiaans auto-ontwerper.
Hij ging in de jaren vijftig werken bij het ontwerphuis Zagato van zijn vader, Ugo Zagato, en kwam aan het hoofd van het bedrijf na de dood van zijn vader in 1968. Onder zijn ontwerpen zijn te vermelden:
- FIAT 8V Zagato,
- Alfa Romeo 1900 SSZ,
- Ferrari 250 GTZ,
- Maserati A6 en
- Aston Martin DB4 GT Zagato

Hij was zelf ook actief als autocoureur en was een der oprichters van de "Scuderia Ambrosiana" in Milaan en won onder meer de "Targa Florio" en de Coppa Inter-Europa, de Coppa d’Oro delle Dolomiti en de Avus-beker van Berlijn in 1955.

## Boeken
- Storie di corse e non solo (2002), autobiografie